# Canto (mitologia)
Canto (in greco antico: Κάνθος?) è un personaggio della mitologia greca ed un Argonauta.

## Genealogia
Era figlio di Caneto e di Enioche nonché fratello di Scirone.

## Mitologia
Originario dell'Eubea, fu uno di coloro che risposero all'appello, diffuso dagli araldi inviati da Giasone in tutta la Grecia, a partecipare all'impresa di recuperare il vello d'oro sottratto al tempio di Zeus e custodito nella Colchide.

### Le avventure degli Argonauti
Durante il ritorno dalla Colchide gli argonauti si ritrovarono sospinti sulla costa libica. Canto scorse un gregge di pecore sulla terraferma e mosso dalla fame si avvicinò con l'intento di rubarne una. Cafauro, un pastore garamanto proprietario di quel gregge, si accorse del furto e lo uccise.
I suoi compagni ne vendicarono la morte.